# Station Lorraine TGV
Station Lorraine TGV is een spoorwegstation in de Franse gemeente Louvigny ten zuiden van Metz. In 2007 werd het station in gebruik genomen. Het TGV-station is gelegen aan de LGV Est.
Het station werd gebouwd tussen 2005 en 2007. Het station bevindt zich tussen de steden Metz en Nancy. Het ligt te midden van de velden, tussen de luchthaven Metz-Nancy-Lorraine en de autosnelweg A31. Sinds de jaren 90 zijn er discussies gevoerd over de ligging van het station. Een alternatieve ligging, ook tussen beide steden in maar tien kilometer meer westelijk, bij Vandières, biedt een betere regionale ontsluiting via het spoor. De locatie bij Louvigny ligt dichter bij de luchthaven en wordt beter ontsloten via de autosnelweg (A31). Te meer aangezien het tracé van de geplande autosnelweg A32 langs Louvigny zou passeren. Aangezien de bouw van het station en de ontsluitingswegen duurder uitvielen voor Vandières werd er gekozen voor Louvigny.
Na de bouw van het station ging de discussie niet liggen. Nadat de A32 in 2010 geschrapt werd en er een meer duurzame visie op mobiliteit werd ontwikkeld, werd de verhuizing van het station naar Vandières concreter. Verder werd er aangetoond dat de nabijheid van de luchthaven weinig meerwaarde biedt en dat dit de concurrentie tussen vliegtuig en TGV zelfs vergroot in het nadeel van de TGV. Het is nog niet duidelijk hoe het station bij Vandières via de weg ontsloten zou worden.

## Treindienst
| Serie    | Treinsoort | Route | Bijzonderheden                                                                                |
| -------- | ---------- | --- | --------------------------------------------------------------------------------------------- |
| TGV 5400 | TGV (SNCF) | Bordeaux-Saint-Jean – Angoulême – Poitiers – Saint-Pierre-des-Corps – Massy TGV – Marne-la-Vallée - Chessy – Aéroport Charles-de-Gaulle 2 TGV – Champagne-Ardenne TGV – Meuse TGV – Lorraine TGV – Strasbourg-Ville | Rijdt driemaal per dag. Twee treinen via Meuse TGV, een via Aéroport Charles-de-Gaulle 2 TGV. |
| TGV 5450 | TGV (SNCF) | [ Rennes – ] / [ Nantes – Angers-Saint-Laud – ] Le Mans – Massy TGV – Marne-la-Vallée - Chessy – Aéroport Charles-de-Gaulle 2 TGV – Champagne-Ardenne TGV – Lorraine TGV – Strasbourg-Ville | Twee treinen per dag.                                                                         |
| TGV 9800 | TGV (SNCF) | [ Luxemburg – Thionville – Metz-Ville – Strasbourg-Ville – Mulhouse-Ville – Belfort-Montbéliard TGV – Besançon Franche-Comté TGV – Dijon-Ville – Mâcon-Ville – ] / [ Brussel-Zuid – Lille-Europe – Arras – TGV Haute-Picardie – Aéroport Charles-de-Gaulle 2 TGV – [ Champagne-Ardenne TGV – Meuse TGV – Lorraine TGV – Strasbourg-Ville ] / [ Marne-la-Vallée - Chessy – [ Massy TGV – Le Mans – [ Laval – Rennes ] / [ Angers-Saint-Laud – Nantes ] ] / [ Creusot TGV – ] Lyon-Part-Dieu – [ Avignon TGV – Marseille Saint-Charles ] / [ Montpellier-Saint-Roch – Perpignan ] ] | Dagelijkse verbinding met Montpellier en Marseille. Perpignan - Brussel tweemaal per week.    |